# Manufacture Française d’Automobiles Peillon
Manufacture française d’automobiles Peillon est un constructeur automobile français.

## Production

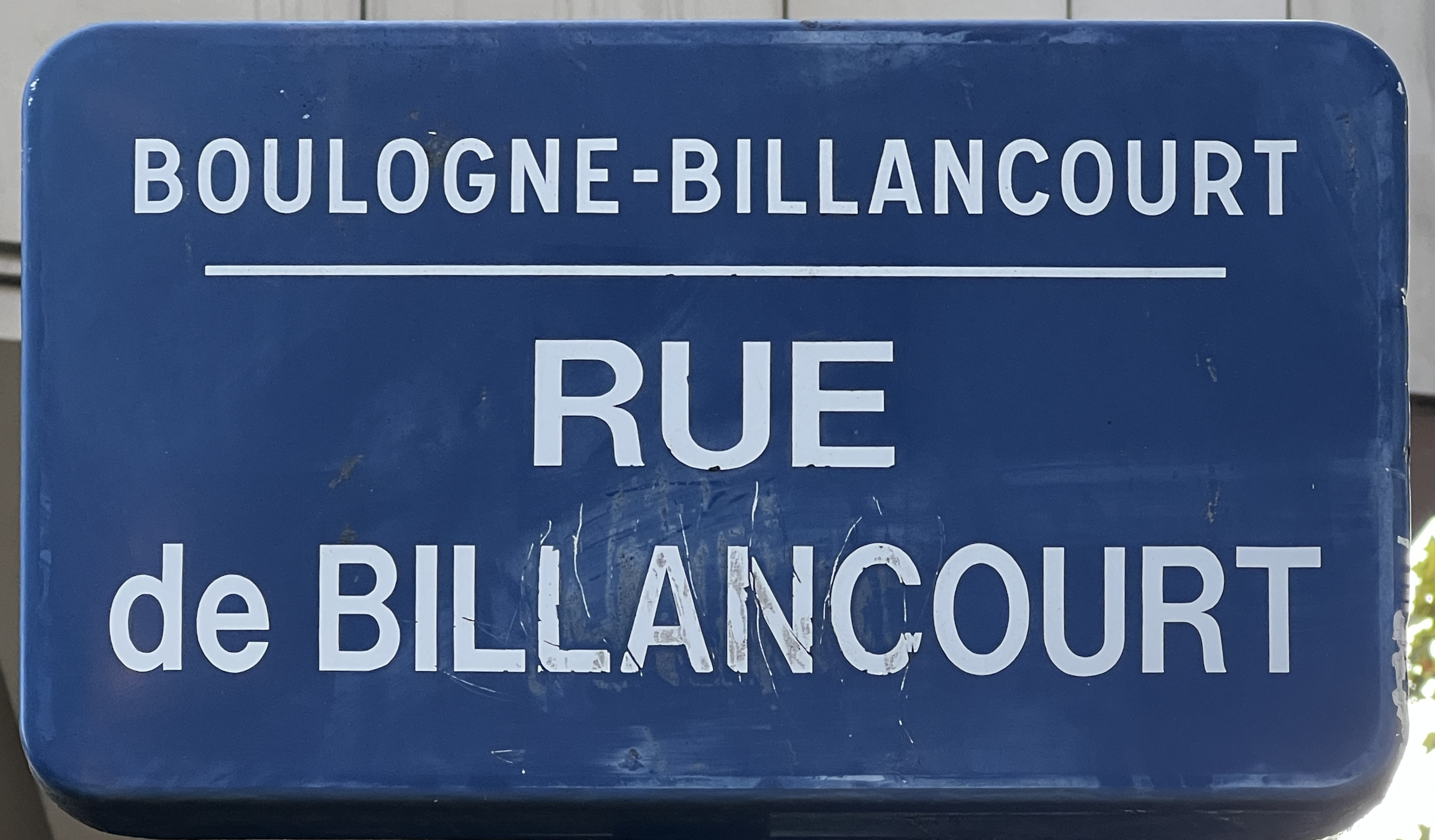
Plaque de rue à Billancourt.

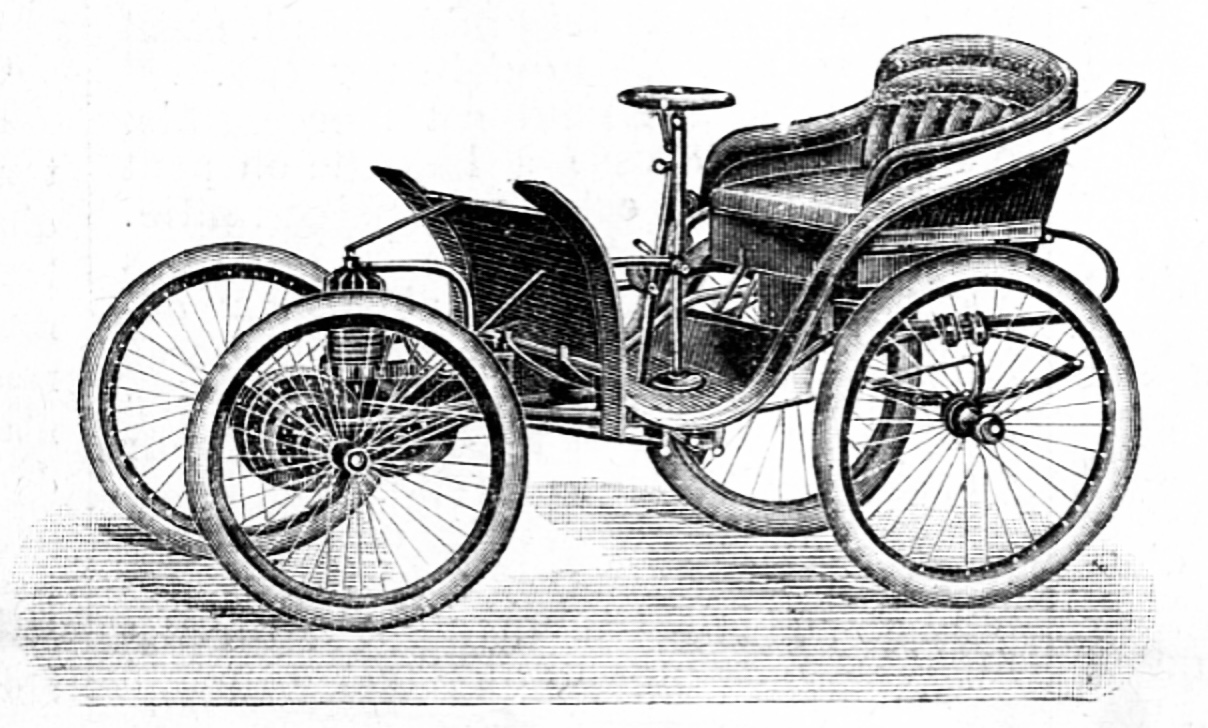
Peillon (1899).

L’entreprise basée à Boulogne-Billancourt a commencé à produire des automobiles en 1899. Le nom de la marque était Peillon. L’usine était située au 71 rue Billancourt. Le seul modèle était une petite voiture. Elle a été présentée au Mondial de l’Automobile à Paris en 1899. La puissance du moteur monocylindre qui entraînait l’essieu avant était de 2,5 ch.
Une version électrique pourrait également être commandée.
La production s’est terminée en 1900.